# Mamedbayli
Mamedbayli est un village de la région de Zangilan en Azerbaïdjan.

## Histoire
En 1993-2020, Mamedbayli était sous le contrôle des forces armées arméniennes. Le 20 octobre 2020, le village de Mamedbayli a été restitué sous le contrôle de l'Azerbaïdjan.